# Vlasta Parkanová
Vlasta Parkanová z domu Trnovcová (ur. 21 listopada 1951 w Pradze) – czeska prawniczka i polityk, w latach 1997–1998 minister sprawiedliwości, od 2007 do 2009 minister obrony, w 2009 również wicepremier.

## Życiorys
Wychowywała się w Taborze, gdzie w 1970 zdała maturę. W 1975 ukończyła prawo na Uniwersytecie Karola w Pradze. Do 1990 była zatrudniona jako prawniczka głównie w organizacjach rolniczych.
W 1989 zakładała w Taborze Forum Obywatelskie. W latach 1990–1992 była posłanką do Zgromadzenia Federalnego Czeskiej i Słowackiej Republiki Federacyjnej. Następnie pracowała w ministerstwach spraw zagranicznych i spraw wewnętrznych, prowadziła również własną działalność gospodarczą. Od 1991 do 1998 należał do Obywatelskiego Sojuszu Demokratycznego. W 1997 objęła wakujący mandat w Izbie Poselskiej. W styczniu tegoż roku została powołana na urząd ministra sprawiedliwości w drugim rządzie Václava Klausa, pełniła tę funkcję również w utworzonym w styczniu 1998 technicznym gabinecie Josefa Tošovskiego (do lipca 1998).
W 1998, 2002 i 2006 wybierana na deputowaną z ramienia KDU-ČSL. W 2001 została członkinią partii ludowców, w 2006 kierowała jej klubem poselskim, jak też objęła funkcję wiceprzewodniczącej ugrupowania. W styczniu 2007 otrzymała nominację na stanowisko ministra obrony w drugim rządzie Mirka Topolánka. Była zwolenniczką budowy systemu amerykańskiej tarczy antyrakietowej. W styczniu 2009 dodatkowo powołana na stanowisko wicepremiera. Zakończyła urzędowanie wraz z całym gabinetem w maju 2009.
W tym samym roku współtworzyła nowe ugrupowanie TOP 09. W 2010 z jego ramienia ponownie zasiadła w niższej izbie czeskiego parlamentu, wybrano ją następnie na wiceprzewodniczącą Izby Poselskiej. Zrezygnowała w 2012, gdy została pozbawiona immunitetu poselskiego w związku z prowadzonym śledztwem w sprawie zawyżenia cen zakupu samolotów wojskowych CASA w okresie pełnienia przez nią funkcji ministra obrony. Po zakończeniu kadencji w 2013 znalazła się poza parlamentem.
Mężatka, ma córkę.